# 節政貴弘
節政 貴弘（せつまさ たかひろ、1972年〈昭和47年〉5月19日 - ）は、日本の元バスケットボール選手で現在は解説者。鹿児島県いちき串木野市出身。現役時代のポジションはポイントガード。着用していた背番号「8」は川崎ブレイブサンダースの永久欠番である。

## 来歴
小4でバスケを始め、九産大附九州高、中央大学を経て東芝（現：川崎ブレイブサンダース）に入社。ルーキーイヤーよりアシスト賞を獲得するなど個人タイトルも多数獲得し、2004-05シーズンにはスーパーリーグ優勝に貢献し、ベスト5に選ばれる。
全日本のメンバーとしても活躍し、1998年、2006年の2度の世界選手権などを経験している。
2008-09シーズンを以て現役引退を表明した。背番号「8」はブレイブサンダースの永久欠番。
現在はB.LEAGUEコメンテーターとして解説者活動をしている。

## 日本代表歴
- 1991ジュニア世界選手権
- 1998世界選手権
- 1998アジア競技大会
- 2002アジア競技大会
- 2006世界選手権

## 受賞歴
- 1999年間ベスト5賞
- 2004年間ベスト5賞
- 2005年間ベスト5賞